# Plašný vrch
Plašný vrch (1041 m) – szczyt w słowackiej Magurze Spiskiej. Znajduje się w bocznym grzbiecie odchodzącym na północny wschód od bezimiennego wierzchołka 1151 m położonego pomiędzy Słodyczowskim Wierchem a Bukoviną. Na Plašným vrchu grzbiet ten rozgałęzia się na trzy ramiona. Dwa z nich, północno-wschodnie opadają do doliny Rieki, pomiędzy nimi spływa potok Hlboké. Trzecie, północno-zachodnie ramię biegnie na Przełęcz Hanuszowską. Południowo-wschodnie stoki Plašnego vrchu opadają do doliny Jezerskiego potoku w obrębie miejscowości Jezierska (słow. Jezersko), stoki zachodnie do doliny Frankowskiego Potoku (Frankovskyý potok) w miejscowości Frankowa.
Plašný vrch porasta las. Tylko dolna część stoków w miejscowości Jezierska zajęta jest przez pola uprawne, obecnie zarastające już lasem. Bezleśna jest dolina potoku Hlboké. Pnie prowadzi przez niego żaden znakowany szlak turystyczny, na mapie zaznaczone są jednak drogi i ścieżki leśne.